# 别利亚耶沃站
别利亞耶沃站（羅馬化：Belyaevo）是莫斯科地鐵卡盧加－里加線的一個車站，設計者是V. Polikarpova、V. Klokov和L. Popov，開通於1974年8月12日。别利亞耶沃站是卡盧加－里加線西南延伸工程的一部分，在1974年至1987年是卡盧加－里加線的端點車站。